# Lew Archer
Lew Archer és un personatge de ficció creat per Ross Macdonald. Archer és un detectiu privat que treballa al sud de Califòrnia.

## Perfil
Archer neix el 2 de juny de 1914. Esdevé un delinqüent juvenil fins que és atrapat per un policia en el robatori a uns magatzems. El 1935 ingressa a la policia de Long Beach, Califòrnia. Malgrat ascendir a la categoria de sergent, decideix abandonar el cos, en considerar que hi havia molta corrupció.
En acabar la Segona Guerra Mundial, durant la qual ha treballat al servei del contraespionatge, es casa amb la seva esposa, qui l'abandona el 1949. En aquest moment, comença a treballar com a detectiu privat, especialitzat en temes de divorcis, desaparició de persones, i altres drames familiars.
Xavier Coma considera que la novel·lística del personatge pot dividir-se en tres èpoques. La primera, caracteritzada per una violència més descarnada, herència de la tradició del subgènere hard-boiled; una segona, de tall més introspectiu, que analitza la naturalesa psicològica del delicte (crime psychology); i una darrera etapa, de tall fatalista, en el qual MacDonald posa l'accent, en paraules de Coma, "amb el desencís crepuscular del protagonista, definitivament desarmat davant de l'hecatombe moral que copsa al seu voltant".
El nom de Lew Archer és a causa del company de Sam Spade Miles Archer, que mor al principi de la novel·la El falcó maltès, de Dashiell Hammett i de Lew Wallace, el novel·lista autor de Ben Hur.

## Aparicions literàries
Novel·les
1. The Moving Target (1949)
2. The Drowning Pool (1950)
3. The Way Some People Die (1951)
4. La mort t'assenyala (1952)
5. Find a Victim (1954)
6. The Barbarous Coast (1956)
7. The Doomsters (1958)
8. The Galton Case (1959)
9. The Wycherly Woman (1961)
10. The Zebra-Striped Hearse (1962)
11. The Chill (1964)
12. The Far Side of the Dollar (1965)
13. Black Money (1966)
14. L'enemic instantani (1968)
15. The Goodbye Look (1969)
16. L'home soterrat (1971)
17. Sleeping Beauty (1973)
18. The Blue Hammer (1976)

## Relació amb la novel·la negra catalana
L'escriptor Jaume Fuster traduí al català el nom de Lew Archer i va crear Lluís Arquer, detectiu protagonista del recull Les claus de vidre, que vol ser un homenatge a la novel·la 'La clau de vidre', de Dashiell Hammett.